# Ribnik (Jagodina)
Ribnik es un pueblo ubicado en Jagodina, distrito de Pomoravlje, Serbia.

## Superficie
Cuenta con una superficie de 6,204 kilómetros cuadrados.

## Demografía
Hasta 2022 la población era de 237 habitantes, con una densidad de población de 38,20 habitantes por kilómetro cuadrado.
| Gráfica de evolución demográfica de Ribnik entre 1948 y 2022                         |
|                                                                                      |
| Datos según Population statistics of Eastern Europe & former USSR y City Population. |